# Phasia argentifrons
Phasia argentifrons là một loài ruồi trong họ Tachinidae.